# Betta brownorum
Betta brownorum es una especie de pez de la familia Osphronemidae nativa de la isla de Borneo en Indonesia y Malasia. Es un habitante de los pantanos de turba, donde se encuentra en aguas muy poco profundas. Esta especie crece hasta una longitud de 2,6 cm.